# 東京ジャイアンツ (小惑星)
東京ジャイアンツ（とうきょうジャイアンツ、26887 Tokyogiants）は、太陽系の小惑星のひとつ。火星と木星の間にある小惑星帯を3.82年かけて公転している。1994年10月14日に、国立天文台の佐藤勲と荒木博志によって東京大学木曽観測所で発見された。

## 命名
日本のプロ野球球団読売ジャイアンツ（巨人軍）から命名された。国際天文学連合には当初「Giants」として提案されたが、アメリカ大リーグのサンフランシスコ・ジャイアンツと区別するため、「Tokyo」をつけた形で承認され、2003年3月発行の小惑星回報（MPC 48160）で公表された。なお、ジャイアンツはこの小惑星が発見される直前の1994年10月8日にリーグ優勝を決めていた。
命名時には同名の野球漫画に因んで「巨人の星 発見」などと報道された。星飛雄馬やその父一徹が夜空に輝く「巨人の星」を見上げる場面をイメージしたものである。なお、この小惑星は漫画のように肉眼で見ることはできない。